# بخش مرکزی شهرستان سیمرغ
بخش مرکزی شهرستان سیمرغ بخشی در شهرستان سیمرغ در استان مازندران ایران است. در سرشماری عمومی ۱۳۹۵ این بخش دارای ۱۲٬۷۹۸ نفر جمعیت در ۴٬۳۳۳ خانوار بوده‌است. این بخش دارای یک شهر (کیاکلا) و دو دهستان به نام‌های دهستان کیاکلا و دهستان تالارپی است.
این بخش با جدایی شهرستان سیمرغ از شهرستان قائم‌شهر در سال ۱۳۹۱ تشکیل شد.